# 揚·克利門特
揚·克利門特（1993年9月1日—）是一位捷克足球運動員。在場上的位置是前鋒。他現在效力於捷克足球甲级联赛球隊比爾森勝利。他也代表捷克國家足球隊參賽。